# Moluranita
La moluranita és un mineral de la classe dels sulfats.

## Característiques
La moluranita és un molibdat de fórmula química H₄U4+(UO₂)₃(MoO₄)₇·18H₂O. No cristal·litza, i es considera amorfa. Es troba en forma d'agregats coloformes en brannerita. La seva duresa a l'escala de Mohs es troba entre 3 i 4.
Segons la classificació de Nickel-Strunz, la moluranita pertany a «07.H - Urani i uranil molibdats i wolframats, Amb U4+» juntament amb els següents minerals: sedovita i cousinita.

## Formació i jaciments
Es troba en fines fissures en albita granulada, en part substituint la brannerita. Sol trobar-se associada a altres minerals com: brannerita, molibdenita, calcopirita, galena i irignita. Va ser descoberta l'any 1959 a l'ocurrència de molibdè i urani d'Aleksandrovskii Golets, a la conca del riu Torgo, a Aldan (Sakhà, Districte Federal de l'Extrem Orient, Rússia). També ha estat descrita a Picacho (Sonora, Mèxic) i a l'ocurrència de molibdè, urani i mercuri de Dajishan (Guizhou, Xina).